# The Lesbian Tide
The Lesbian Tide (1971-1980) est un périodique lesbien publié aux États-Unis par l'organisation Daughters of Bilitis de Los Angeles. 
Il s'agit de la première revue lesbienne aux États-Unis à atteindre un public national et du premier magazine américain à utiliser le mot « lesbienne » dans son titre.

## Histoire
The Lesbian Tide naît en 1971 en tant que bulletin d'information de Daughters of Bilitis (DOB), organisation nationale de défense des droits des lesbiennes, sous le nom de LA DOB Newsletter. L'infolettre est rédigée par de jeunes membres du groupe ; leurs positions politiques radicales créé un fossé avec les membres plus âgées et moins radicales du DOB. En décembre 1972, le journal se sépare officiellement de Daughters of Bilitis et change de titre pour The Lesbian Tide. La revue indépendante est dirigée par Jeanne Córdova (une ancienne membre du DOB),.
Lorsque The Lesbian Tide étend sa distribution de la région de Los Angeles à d'autres villes américaines, il est devient le premier journal national lesbien. L'ambition de Jeanne Córdova est de réaliser un journal aussi largement diffusé que The Advocate, qui à l'époque s'adresse à un public gay masculin. Cependant, The Lesbian Tide connait des difficultés financières et, à un moment donné, ses rédactrices publient un message à leurs lectrices : « Nous sommes fauchées ! Veuillez envoyer de l'argent ! ».
Faute de moyens, le journal cesse de paraître en 1980.
Le contenu du journal n'est pas  purement lesbien, il est plus large et s'intéresse notamment au mouvement féministe de l'époque.

## Importance
The Lesbian Tide a été le premier journal national lesbien des États-Unis,. Dans The Advocate, la journaliste Diane Anderson-Minshall déclare que Jeanne Córdova et les autres autrices du journal « ont contribué à l'inauguration de l'ère du journalisme de plaidoyer... »
En avril 1973, l'équipe de Lesbian Tide organise et accueille la West Coast Lesbian Conference à Los Angeles. Les rédactrices du magazine se déclarent opposées aux lois de censure et d'obscénité proposées en Californie, qu'elles considèrent comme homophobes et antiféministes.
The Lesbian Tide a été « le journal de référence pour la décennie du  féminisme lesbien » (1970-1980). Il est classé parmi les publications « les plus élevées dans les critères d'excellence journalistique » et est remarquable par son utilisation du mot « lesbienne dans son titre ».